# Mitracarpus recurvatus
Mitracarpus recurvatus är en måreväxtart som beskrevs av Paul Carpenter Standley. Mitracarpus recurvatus ingår i släktet Mitracarpus och familjen måreväxter. Inga underarter finns listade i Catalogue of Life.